# إستري وامين
إستري وامين (بالفرنسية: Estrée-Wamin)‏ هي بلدية تقع في إقليم باد كاليه من منطقة نور با دو كاليه في شمال فرنسا. تبلغ مساحة هذه المدينة 5.2 (كم²)، وترتفع عن سطح البحر 92 م، يبلغ عدد سكانها 184 نسمة حسب إحصاء المعهد الوطني للإحصاء والدراسات الاقتصادية سنة 2009 م. وترأس Yves-Marie Petit البلدية خلال فترة (2008-2014).